# Lily Rabe
Lily Rabe (Nueva York; 29 de junio de 1982) es una actriz estadounidense de ascendencia sueca. Es la hija de la fallecida actriz Jill Clayburgh y del dramaturgo David Rabe. Asistió a la Escuela Hotchkiss y a la Universidad Northwestern. 
Su trayectoria en cine incluye las películas Never Again, La sonrisa de Mona Lisa, Sin reservas, The Toe Tactic y All Good Things. Por otro lado, entre sus apariciones en televisión se destacan dos episodios de la serie Medium en 2008 y sus personajes de American Horror Story desde 2011, como Nora, la primera dueña de la casa en American Horror Story: Murder House, a la monja Mary Eunice en American Horror Story: Asylum y a la bruja Misty en American Horror Story: Coven. Apareció como invitada en American Horror Story: Freak Show, repitiendo su papel de la hermana Mary Eunice. También fue invitada en American Horror Story: Hotel interpretando a la famosa asesina Aileen Wuornos, y como la profesora de yoga Shelby en American Horror Story: Roanoke. En junio y julio de 2010, Rabe interpretó a Portia en la representación teatral de El mercader de Venecia en el Central Park de Nueva York, papel por el que estuvo nominada a un Premio Tony.

## Carrera

### Primeros años
Estudió danza desde hace diez años. Ella enseñaba ballet en un programa de artes de verano en Connecticut, Un instructor de actuación de programas, le pidió que realice un monólogo. Lily realizó un monólogo de los Crímenes de juego del corazón de Beth Henley. Ella dijo: "Fue en ese momento, la realización de ese monólogo, lo que me hizo pensar, Tal vez esto es lo que me gustarìa hacer para toda mi vida'". Más adelante, pasó a estudiar actuación en la Universidad Northwestern. En 2001, Rabe hizo su debut en pantalla frente a su madre Jill Clayburgh en la película Never again. En 2002 Rabe debutó en el teatro profesional, de nuevo frente a su madre, en el Gloucester Stage Company en Massachusetts. Presentando dos obras: Well of the dead escrito por Israel Horovitzand y the crazy girl de Frank Pugliese. en julio de 2003 Rabe regresó al escenario Gloucester Stage Company para aparecer en una producción de of Proof de David Auburn. El mismo año apareció en la película Mona Lisa Smile. Rabe se graduó de Northwestern en 2004 con una licenciatura en Ciencias Dramáticas.
Después de graduarse, Rabe regresó a Nueva York. El 29 de septiembre a hasta de al 2 de octubre. En 2004 apareció en White Jesús por Deirdre O'Connor, una serie de obras de un acto presentado como el Proyecto Democracia y organizadas por Naked Angels theater company. En 21 de enero de 2005 ella participó en un workshop production de The Best Little Whorehouse in Texas en el Roundabout Theatre Company que fue dirigida por Joe. En 2005 Lily hizo su debut en Broadway como Annelle en Steel Mangolias de Robert Harling, dirigida por Jason Moore. Por su actuación Rabe fue nominada a un premio Drama Desk Award.
En 2007 apareció en la película  No reservations. En agosto de 2007 apareció en  Crimes of the Heart  en el Williamstown Theatre Festival en una producción que marcó el debut como directora de la actriz Kathleen Turner. En 2008 la producción fue transferida Off-Broadway, presentada por la Compañía de Teatro y puesta en escena "Laura Pels" , comienza desde el 14 de febrero al 13 de abril Durante un ensayo, una pieza del conjunto cayó sobre ella, dejándola con una costilla fracturada. Debido a la lesión, Rabe se perdió una semana de preview performances y la noche de apertura se trasladó una semana atrás del 7 de febrero al 14 de febrero en agosto estuvo en un episodio piloto de HBO de  Last of the Ninth , un drama ambientado en la década de 1970 Rabe fue un policía vestido de civil en el piloto, que fue escrito por David Milch y dirigida por Carl Franklin. En diciembre se informó de que HBO había decidido no transmitir el piloto al aire El mismo año apareció en las películas  What Just Happened  y The Toe Tactic, así como dos episodios de  Medium  Medio . Desde enero hasta marzo de 2009 Rabe apareció en el estreno de Broadway Richard Greenberg 'The american plan' s juego 1990  'en el Teatro Samuel J. Friedman.
En 2011 saltó aún más a la fama gracias a su participación en American Horror Story serie antológica de terror de FX creada y producida por 
Ryan Murphy y Brad Falchuk, serie en la que no paro de participar hasta la sexta temporada. En  American Horror Story: Murder House interpretó a la antigua dueña de la casa Nora Montgomery, en  American Horror Story: Asylum interpretó a la hermana Mary Eunice Mckee, en  American Horror Story: Coven interpretó a la bruja Misty Day, en  American Horror Story: Freak Show retomó su papel de la hermana Mary Eunice Mckee, en  American Horror Story: Hotel interpretó a la asesina Aileen Wuornos, en  American Horror Story: Roanoke interpretó a la verdadera Shelby Miller, pero en  American Horror Story: Cult no participó. En el 2018 la volvemos a ver retomando su papel de la bruja Misty Day en  American Horror Story: Apocalypse, temporada que ya llegó a su fin.

## Vida personal
Desde 2013 sale con Hamish Linklater. En diciembre de 2016 anunció que estaban esperando su primer hijo. Dio a luz a una niña en marzo de 2017. En junio de 2020 tuvieron a su segunda hija. En septiembre de 2021 anunció su tercer embarazo.

## Filmografía

### Películas
| Año  | Título                   | Papel                           |
| ---- | ------------------------ | ------------------------------- |
| 2001 | Never Again              | Tess                            |
| 2003 | La sonrisa de Mona Lisa  | Estudiante de Historia del Arte |
| 2006 | A Crime                  | Sophie                          |
| 2007 | Sin reservas             | Bernadette                      |
| 2008 | What Just Happened       | Dawn                            |
| 2008 | The Toe Tactic           | Mona Peek                       |
| 2009 | Last of the Ninth        | Mary Byrne                      |
| 2010 | Weakness                 | Katharine Browne                |
| 2010 | All Good Things          | Deborah Lehrman                 |
| 2011 | Letters from the Big Man | Sarah                           |
| 2011 | Exit Strategy            | Natalie Clayton                 |
| 2012 | Beyond Redemption        | Anna                            |
| 2013 | The First                | Mary Pickford                   |
| 2013 | Aftermath                | Samantha                        |
| 2014 | Pawn Sacrifice           | Joan Fischer                    |
| 2016 | The Veil                 | Sarah Hope                      |
| 2016 | Miss Stevens             | Rachel Stevens                  |
| 2017 | Golden Exits             | Sam                             |
| 2018 | Finding Steve McQueen    | Sharon Price                    |
| 2018 | Vice                     | Liz Cheney                      |
| 2019 | Fractura                 | Joanne Monroe                   |
| 2021 | The Tender Bar           | Dorothy Moehringer              |
| 2024 | The Great Lillian Hall   | Margaret Tanner                 |

### Televisión
| Año         | Título                            | Papel                          | Notas                                                         |
| ----------- | --------------------------------- | ------------------------------ | ------------------------------------------------------------- |
| 2005        | Law & Order: Criminal Intent      | Siena Boatman                  | Episodio: 'Scared Crazy'                                      |
| 2006        | Law & Order: Special Victims Unit | Nikki                          | Episodio: 'Recall'                                            |
| 2008        | Nip/Tuck                          | Lanie Ainge                    | Episodio: 'Kyle Ainge'                                        |
| 2008        | Medium                            | Joanna Wheeler                 | Episodio: 'Wicked Game, Part 1' y 'Wicked Game, Part 2'       |
| 2010        | Saving Grace                      | Sarah Cullen                   | Episodio: 'You Can't Save Them All, Grace'                    |
| 2010        | Law & Order                       | Andrea Wheaton                 | Episodio: 'Crashers'                                          |
| 2011        | The Good Wife                     | Petra Moritz                   | Episodio: 'Wrongful Termination'                              |
| 2011 - 2016 | American Horror Story             | Nora Montgomery                | Primera Temporada Murder House / Secundario (7 episodios)     |
| 2011 - 2016 | American Horror Story             | Hermana Mary Eunice            | Segunda Temporada Asylum / Principal (10 episodios)           |
| 2011 - 2016 | American Horror Story             | Misty Day                      | Tercera Temporada Coven / Principal (10 episodios)            |
| 2011 - 2016 | American Horror Story             | Hermana Mary Eunice            | Cuarta Temporada Freak Show / Estrella Invitada (1 episodio)  |
| 2011 - 2016 | American Horror Story             | Aileen Carol Wuornos           | Quinta Temporada Hotel / Estrella Invitada (2 episodios)      |
| 2011 - 2016 | American Horror Story             | Shelby Miller                  | Sexta Temporada Roanoke / Principal (9 episodios)             |
| 2018 - 2019 | American Horror Story             | Misty Day                      | Octava Temporada Apocalypse / Estrella Invitada (2 episodios) |
| 2018 - 2019 | American Horror Story             | Lavinia Richter                | Novena Temporada 1984 / Secundario (3 episodios)              |
| 2021        | American Horror Story             | Doris Gardner / Amelia Earhart | Décima temporada Double Feature / Principal (6 episodios)     |
| 2015        | The Whispers                      | Claire Bennigan                | Elenco principal                                              |
| 2017        | Regular Show in Space             | Ailen (voz)                    | Episodio: 'Meet the Seer'                                     |
| 2017        | The Wizard of Lies                | Catherine Hooper               | Película para televisión                                      |
| 2017        | Voltron: Legendary Defender       | Honerva (voz)                  | Episodio: 'The Legend Begins'                                 |
| 2018        | Legión                            | Joan Barret                    | Episodio: 'Capítulo 12'                                       |
| 2020        | The Undoing                       | Sylvia Steineitz               | Miniserie                                                     |
| 2021        | Tell Me Your Secrets              | Emma                           | Elenco principal                                              |
| 2022        | The First Lady                    | Lorena Hickok                  | Elenco principal                                              |
| 2023        | Love and Death                    | Betty Gore                     | Elenco principal                                              |
| 2023        | Shrinking                         | Meg                            | Recurrente                                                    |

### Teatro
| Año  | Título                     | Papel      | Notas |
| ---- | -------------------------- | ---------- | --- |
| 2005 | Steel Magnolias            | Annelle    | Nominada – Premio Drama Desk a la actriz destacada en una obra de teatro                                                         |
| 2006 | Heartbreak House           | Ellie Dunn | |
| 2009 | The American Plan          | Lili Adler | |
| 2010 | El mercader de Venecia     | Portia     | Nominada – Mejor actriz principal en una obra de teatro Nominada – Premio Drama Desk a la actriz destacada en una obra de teatro |
| 2011 | Seminar                    | Kate       | |
| 2011 | Casa de muñecas            | Nora       | |
| 2012 | Como gustéis               | Rosalind   | |
| 2013 | La señorita Julia          | Miss Julie | |
| 2014 | Mucho ruido y pocas nueces | Beatrice   | |
| 2015 | Cimbelino                  | Imogen     | |

## Premios y nominaciones
| Año  | Premio                                       | Categoría                                           | Trabajo nominado              | Resultado |
| ---- | -------------------------------------------- | --------------------------------------------------- | ----------------------------- | --------- |
| 2005 | Premios Drama Desk                           | Destacada actriz en una obra de teatro              | Steel Magnolias               | Nominada  |
| 2011 | Premios Drama Desk                           | Destacada actriz en una obra de teatro              | El mercader de Venecia        | Nominada  |
| 2011 | Premios Tony                                 | Mejor actriz principal en una obra de teatro        | El mercader de Venecia        | Nominada  |
| 2013 | Premios Critics' Choice Television           | Mejor actriz de reparto en una película/miniserie   | American Horror Story: Asylum | Nominada  |
| 2013 | Premios Online Film & Television Association | Mejor reparto en una película o miniserie           | American Horror Story: Asylum | Ganadora  |
| 2013 | Premios Online Film & Television Association | Mejor actriz de reparto en una película o miniserie | American Horror Story: Asylum | Nominada  |
| 2014 | Premios Online Film & Television Association | Mejor reparto de una película o miniserie           | American Horror Story: Coven  | Nominada  |
| 2014 | Premios Online Film & Television Association | Mejor actriz de reparto en una película o miniserie | American Horror Story: Coven  | Nominada  |